# Cryptops eutypus
Cryptops eutypus är en mångfotingart som beskrevs av Chamberlin 1951. Cryptops eutypus ingår i släktet Cryptops och familjen Cryptopidae. Inga underarter finns listade i Catalogue of Life.